# Storia di Ciampino
Sotto il profilo artistico e archeologico la storia di Ciampino è crocevia e importante punto di riunione tra la capitale dell'impero e i castelli.
Gli insediamenti umani del tempo (ville, tombe) si ripartivano perfettamente dove oggi noi, siamo abituati a vedere le stazioni di Capannelle e Casa Bianca. Tra le scoperte fatte ci furono ritrovamenti di fistole, belle sculture, fra le quali un Ercole, un Apollo e un Eroe ora nel museo delle terme in Roma. Ricordiamo pure tombe arcaiche e nell'attuale via Mura dei Francesi, scavi fruttarono la scoperta di un edificio medievale.
Relativamente a Ciampino, il Seicento è un secolo interessante. Un illustre signore ,scienziato ed archeologo, Giovanni Giustino Ciampini prende possesso di un casale nella località Ad Decimum trasformandolo in un salotto culturale. Alla sua morte, la villa viene indicata sulle mappe catastali come il Casale di Ciampino.
Accanto a qualche edificio padronale la piana ciampinese presenta condizioni di vita estremamente povera. La caratteristica della popolazione è la grande mobilità come insediamenti poco stabili e quindi non si può parlare di persone qui residenti.
La formazione del nodo ferroviario getta le basi per una successiva urbanizzazione del territorio. Eppure nel 1901 di abitanti a Ciampino nessuna traccia. Solo nel 1910 un gruppo di persone decide di costruire la Cooperativa Colli Parioli con l'acquisto del terreno che dà vita al centro cittadino. Le costruzioni iniziano nel 1916 e, in questo stesso anno viene aperta una stazione dei carabinieri e si evince che la zona è priva di abitazioni. È anche l'anno che vede sorgere il campo di aviazione, una realtà che dà un innegabile impulso al territorio. È una base militare costruita per ragioni belliche.
Finalmente il censimento ISTAT del 1921 offre dati significativi per Ciampino: 154 abitanti residenti. Ci sono un po' di case ma ancora non c'e una chiesa che viene eretta e proclamata nel 1925 con il nome Sacro Cuore di Gesù. In contemporanea alle spalle della chiesa, si assiste alla posa della prima pietra per la costruzione di una casa religiosa con annesso un collegio per signorine dell'alta borghesia. È il primo grande edificio della zona, munito di ogni conforto, praticamente un collegio di classe. Superba realtà architettonica, è  formato da vari corpi di fabbricato, con sobri e ampi parlatoi, sale da studio, aula di geografia, biblioteca, salone con teatro e persino un piccolo museo.
Nel frattempo l'ascesa al potere del Partito Fascista non crea sconvolgimenti alla vita del paese.
I nomi delle vie e delle piazze mutano: Margherita di Savoia (della Pace), via Principe di Piemonte (S. Francesco d'Assisi).
Nel 1924 continua lo sviluppo dell'aeroporto che viene diviso in 2 zone: Nord e Sud. Quest'ultima destinata agli aeroplani militari, la prima lasciata alle esigenze dei dirigibili. Ed è proprio il dirigibile a scrivere una pagina di storia ciampinese.
Accanto all'aeroporto nascono i primi servizi pubblici. Si provvede all'apertura di una scuola elementare, modesta ma dignitosa, per lo svago apre la sala cinematografica “Vittoria”, nei pressi della stazione ferroviaria. Si propongono alcune trattorie, aprono alcuni caffè tra cui “Radio” di Aristide Del Bufalo, fraschette e spacci alimentari.
Con lo scoppio della guerra, il 19/07/43 il paese subisce un pesante bombardamento dal cielo. Obiettivo il campo d'aviazione che subisce i danni maggiori. Il bel collegio del Sacro Cuore, diventato caserma tedesca, viene centrato riportando gravissimi danni.
Finita la guerra si comincia a pensare al futuro e la vita riprende, così come l'attività economica. 
Nel 1945 si costituisce la “Cantina Sociale Cooperativa” di Marino. 
I primi anni '60 non vedono grossi mutamenti. Ma è a partire dalla metà del decennio che Ciampino vive un boom edilizio, a cui non fa eco una rete di servizi adeguata alle esigenze. Ecco i doppi e persino i tripli turni nelle scuole.
Molti appartamenti sono privi di acqua potabile, il verde resta solo un ricordo, cancellato da questa colata di cemento.
In campo editoriale, in via Lucrezia Romana sorge nel 1964 lo stabilimento tipografico dei Fratelli Spada, che diviene presto conosciuto in campo nazionale per la pubblicazione di fumetti, quali “Mandrake” e “Flash Gordon” apprezzati da piccoli e non.
Nel 1974 Ciampino diviene comune d'Italia e nel secondo quinquennio degli anni '80 vede consolidarsi la crescita della cittadina.
Agli inizi del 1996, la città grazie al volontariato avvia una sottoscrizione che coinvolge associazioni e cittadini e si dota di un'ambulanza.
Traguardo significativo è dato dalla Casa Comunale e l'inaugurazione della biblioteca comunale intitolata a Pier Paolo Pasolini il 23 maggio 1997. A sottolineare l'importanza dell'evento la presenza del Ministro dei Beni Culturali, On. Walter Veltroni.
Il '99 vede l'arrivo in città del Presidente della Repubblica Oscar Luigi Scalfaro, che apre la serie di celebrazioni per ricordare i primi 25 anni di vita del nuovo comune.
Con l'anno Giubilare del 2000, che ha caratterizzato il nostro paese come Città della pace, dell'amicizia e dell'accoglienza, sono migliaia i giovani, venuti da ogni parte del mondo che, a motivo della loro partecipazione alla 15ª edizione della Giornata mondiale della gioventù 2000, sono ospiti nelle scuole e nelle parrocchie ciampinesi.